# Тадеуш Бжезінський
Тадеуш Бжезинський (пол. Brzeziński Tadeusz) (21 лютого 1896, Золочів — 7 січня 1990, Монреаль) — польський громадський і політичний діяч, дипломат. Польський консул у Харкові (01.11.1936-16.12.1937).

## Біографія
Народився у 1896 році у місті Золочів на Львівщині. Закінчив Львівський університет, навчався у Віденському університеті.
Брав участь у польсько-українській війні 1918–1919 рр., в обороні Варшави під час польсько-радянської війни 1920 р.
З початку 1920-х рр. на польській дипломатичній службі. Працював у консульстві II Речі Посполитої в Ессені (1921–1922, Німеччина), Лілль (1928–1931, Франція), Лейпцигу (1931–1935, Німеччина); Харкові (1936–1937, СРСР); Монреалі (1938–1945, Канада). По закінченню Другої світової війни залишився у Канаді.
У 1951 році отримав канадське громадянство. Брав активну участь у роботі канадсько-польського Конгресу, у 1952-1962 очолював його. У 1956 році він скликав засідання Ради Конгресу, для розгляду кампанії під гаслом "Хліба для поляків». Протягом декількох місяців, конгрес зібрав 200 тисяч. доларів і через кардинала Стефана Вишинського передали в основному ліки та іншу допомогу польським лікарням. Брав активну участь у роботі польського науково-дослідного інституту в Канаді в Монреалі. До виходу на пенсію він працював в Міністерстві культури провінції Квебек, допомагаючи в організації франкомовних общинних центрів в малих містах.

## Сім'я
- Син — Збігнєв Бжезинський (1928–2017) — американський політолог, соціолог і державний діяч, колишній Радник з національної безпеки Президента Джиммі Картера, потім — радник Центру стратегічних і міжнародних студій. Поряд з Генрі Кіссінджером та Самуелем Гантінгтоном він вважається одним з найвпливовіших геостратегів США.[4]

## Нагороди та відзнаки
- Мав нагороди від урядів Польщі, Канади, Франції, Бельгії.